# ألن دروري
ألن ستيوارت دروري (بالإنجليزية: Allen Stuart Drury)‏ (ولد 2 سبتمبر 1918 - مات 2 سبتمبر 1998) هو روائي أميركي. كتب رواية عام 1959 بعنوان المشورة والموافقة، والتي فازت بجائزة بوليتزر للرواية في عام 1960.

## روابط خارجية
- ألن دروري على موقع IMDb (الإنجليزية)
- ألن دروري على موقع قاعدة بيانات برودواي على الإنترنت (الإنجليزية)
- ألن دروري على موقع إن إن دي بي (الإنجليزية)
- ألن دروري على موقع قاعدة بيانات الفيلم (الإنجليزية)